# Troposfera

Pionowy podział atmosfery ziemskiej z zachowaną skalą wysokości

Troposfera – najniższa warstwa atmosfery planety, zawierająca większość jej masy, w której temperatura zasadniczo maleje ze wzrostem wysokości. Jej górną granicą jest tropopauza, która oddziela ją od wyższej stratosfery (na planetach, na których stratosfera nie występuje, troposfera leży pod mezosferą). W troposferze częste są turbulencje, występują tam najważniejsze procesy kształtujące pogodę i klimat.

## Troposfera ziemska
Warstwa ta sięga od powierzchni Ziemi do wysokości ok. 10 km. Jej górna granica zmienia wysokość w zależności od pory roku i od szerokości geograficznej. Nad biegunami sięga ona do 6 km w zimie i do 8 km w lecie. W umiarkowanych szerokościach geograficznych od 10 km w zimie do 12 km w lecie. Nad równikiem troposfera sięga do 20 km. Zróżnicowana grubość troposfery wynika z różnic nagrzewania się obszarów leżących na różnych szerokościach geograficznych oraz różnej wartości siły odśrodkowej działającej na cząsteczki powietrza.
Charakterystyczną cechą tej warstwy jest ciągły spadek temperatury wraz ze wzrostem wysokości, przeciętnie 0,6 °C na 100 m. Na górnej granicy troposfery temperatura nad obszarem zwrotnikowym waha się od −70 °C do −80 °C, natomiast nad biegunami od −70 °C zimą do −45 °C latem. W tropopauzie kończy się spadek temperatury z wysokością; ta warstwa ma przeciętnie nie więcej niż 2 km grubości. Ciśnienie atmosferyczne maleje wraz ze wzrostem wysokości od około 1013 hPa na poziomie morza do 270–300 hPa na wysokości 10 km.
Troposfera jest najbardziej dynamiczną częścią atmosfery, czemu zawdzięcza nazwę (gr. tropos – „zwrot, obrót”, zatem troposferę można przetłumaczyć jako „warstwę ciągłych zmian”). Skupia około 80% masy powietrza. Najniższa jej część, warstwa graniczna (przyziemna), reaguje w cyklu dobowym na zmiany temperatury powierzchni; mogą w niej występować lokalne inwersje temperatury. W kształtowaniu ruchów mas powietrza w niej istotną rolę odgrywa ukształtowanie terenu. Ma ona zwykle grubość kilkuset metrów, ale zmienia się ona od 100 m do 2 km. Na wysokości 1–6 km znajduje się średnia troposfera, w której występuje większość rodzajów chmur. Temperatura w górnej troposferze ma wartości ujemne w skali Celsjusza i występujące tam chmury tworzą kryształki lodu. Wysokość poszczególnych warstw jest zmienna i związana z warunkami termicznymi i wilgotnością. W górnej troposferze występują prądy strumieniowe.
Meteorologia i klimatologia zajmują się zjawiskami troposferycznymi, wyższe warstwy atmosfery są przedmiotem zainteresowania aeronomii.

## Troposfery innych planet
Planety wewnętrzne Układu Słonecznego (oprócz Merkurego) mają troposfery. Temperatura w atmosferze Wenus maleje prawie monotonicznie z wysokością aż do wysokości 65 km i cały ten obszar określa się mianem troposfery. Ze względu na efekt cieplarniany temperatura przy powierzchni to ok. 733 K (460 °C). Obszar od 50 do 65 km nad powierzchnią zajmuje gęsta warstwa chmur kwasu siarkowego. W troposferze Marsa spadek temperatury rzadko przekracza 3 K/km, co wiąże się z obecnością pyłu absorbującego promieniowanie podczerwone. Tytan, największy księżyc Saturna, ma atmosferę z wyraźnie wykształconą, stabilną troposferą, której górna granica w obszarze równikowym przebiega na wysokości 44 km. Temperatura tropopauzy to ok. 70 K (−203 °C).
Planety–olbrzymy nie mają stałej powierzchni, a gazy tworzące ich atmosfery ze wzrostem głębokości płynnie przechodzą w ciecz (nadkrytyczną). W przypadku Jowisza tropopauza występuje przy ciśnieniu 140 hektopaskali, w temperaturze 105 K; poniżej niej – w górnej troposferze – znajduje się obszar atmosfery, w którym występują chmury trzech rodzajów: z amoniaku, wodorosiarczku amonu i wody (najgłębsze). Atmosfera Saturna ma podobną budowę, jego tropopauza występuje przy ciśnieniu 80 hPa i w temperaturze 85 K.